# Joinville Basquete Associados
O Joinville Basquete Associados foi um clube de basquetebol masculino, sediado na cidade de Joinville, no estado de Santa Catarina.

## História

### Basquete Joinvilense
O basquetebol em Joinville possui tradição e forte domínio histórico em campeonatos estaduais e Jogos Abertos de Santa Catarina. Na década de 90, a ABAJ (Associação de Basquete de Joinville) fez boas participações no Campeonato Nacional de Basquete Masculino, chegando a participar de playoffs.

### Joinville BA
O processo de construção do Joinville BA teve origem em 2003, quando a equipe do SEB/Joinville foi formada para disputar a Copa Brasil Sul, competição classificatória para a Supercopa Brasil. A equipe conseguiu avançar até o quadrangular final, onde ficou em quarto lugar, não obtendo vaga para a Supercopa Brasil, que era uma das formas de acesso ao Campeonato Brasileiro. No entanto, com o título catarinense em 2004, a equipe, já como Joinville/FME/CE Bom Jesus, conquistou a vaga para o Nacional de 2005. Entre 2006 e 2008, o projeto teve o Joinville Esporte Clube como mantenedor e a Felej (Fundação de Esportes, Lazer e Eventos de Joinville) como apoiador. 
Ao término da temporada de 2007/2008, a equipe corria o risco de ser extinta por falta de patrocínios e então a partir de uma parceria entre o ex-jogador Luisão e Sandro Steuernegel (especializado em Marketing Esportivo) surgiu a empresa VO2, que buscou apoio na sociedade joinvilense e paralelamente iniciou juntamente com o técnico Alberto Bial o projeto para firmar a equipe de Joinville na elite do basquetebol brasileiro. Logo depois, também foi criado uma associação para a captação de recursos, o Joinville Basquete Associados.
Os resultados não demoraram para aparecer, pois já em 2008, o Joinville chegou na quarta colocação do Campeonato Brasileiro e participou do Sul-Americano de Clubes, onde conquistou o terceiro lugar.
Com a fundação da VO2, logo se juntou ao projeto a UNIVILLE - Universidade da Região de Joinville. A Ciser Porcas e Parafusos também juntou-se ao projeto, dando uma guinada nos rumos da equipe. Na terceira rodada do Novo Basquete Brasil, a Brascola passou a também imprimir sua marca nas camisas da equipe. 
Devido a dificuldades financeiras, o Joinville BA pediu licença das competições oficiais ao término da temporada 2012-13. Porém, em profunda crise, o projeto eneacampeão catarinense foi encerrado em 2014.   

### Projetos Sociais
O Joinville BA não se restringia apenas à ações dentro das quadras, mas também com o apoio do patrocinador Brascola, o Joinville manteve uma escolinha de basquete intitulada Projeto Escolinha Brascola que visava formar atletas-cidadãos. Além desta ação, a equipe e comissão técnica faziam visitas e integração nas escolas e entidades da região.

## Estatísticas

### Desempenho dos times da cidade no Brasileiro
| Temporada     | Nome da Equipe                       | P  | V  | D  | J  | P+   | P-   | AVE     | Pos    |
| ------------- | ------------------------------------ | -- | -- | -- | -- | ---- | ---- | ------- | ------ |
| NBB 2009/2010 | Ciser/Araldite/Univille/Joinville BA | 41 | 15 | 11 | 26 | 2040 | 2037 | 1.001   | 4.º    |
| NBB 2008/2009 | Ciser/Araldite/Univille/Joinville BA | 49 | 21 | 7  | 28 | 2320 | 2108 | 1.10057 | 4.º    |
| Nacional 2008 | Ciser/Univille/Joinville BA          | 36 | 14 | 8  | 22 | 1804 | 1580 | 1.14177 | 5.º    |
| Nacional 2007 | Joinville EC/Dânica                  | 31 | 8  | 15 | 23 | 1724 | 1727 | 0.99826 | 9.º    |
| Nacional 2006 | Joinville EC/Univille                | 27 | 11 | 5  | 16 | 1333 | 1164 | 1.14519 | 4.º(2) |
| Nacional 2005 | Joinville/FME/CE Bom Jesus           | 37 | 7  | 23 | 30 | 2412 | 2579 | 0.92525 | 16.º   |
| Nacional 1998 | ABAJ/Douat                           | 36 | 10 | 16 | 26 | 2367 | 2498 | 0.94756 | 11.º   |
| Nacional 1997 | ABAJ                                 | 34 | 10 | 16 | 26 | 2018 | 2014 | 1.00199 | 6.º    |
| Nacional 1996 | ABAJ                                 | 27 | 5  | 17 | 22 | 1973 | 2165 | 0.91132 | 11.º   |
| Nacional 1995 | S.E. Akros                           | 31 | 11 | 9  | 20 | 1847 | 1913 | 0.96550 | 6.º(1) |
| Nacional 1994 | ABAJ                                 | 10 | 2  | 6  | 8  | 546  | 606  | .90001  | 15.º   |

Em vermelho consta as temporadas em que o Joinville não chegou aos playoffs.
| Joinville         | Joinville | Joinville | Joinville | Joinville | Joinville |
| ----------------- | --------- | --------- | --------- | --------- | --------- |
| Evento            | Jogos     | Vitórias  | Derrotas  | Ponto+    | Pontos-   |
| Temporada Regular | 199       | 94        | 105       | 16.371    | 16.189    |
| Playoffs          | 28        | 10        | 18        | 2415      | 2500      |

## Títulos

### Interestaduais
★  Sul-Brasileiro: 2007, 2008, 2009, 2010 e 2011.

### Estaduais
★  Campeonato Catarinense: 2004, 2005, 2006, 2007, 2008, 2009, 2010, 2011 e 2012.
★  Copa Santa Catarina: 2008.
★  Taça Santa Catarina: 2008 e 2009.

### Outros torneios
- Jogos Abertos de Santa Catarina: 2005, 2006, 2007, 2009, 2010, 2011 e 2012.
- Jogos Abertos Brasileiros: 2008.

## Últimas temporadas
Legenda:
| Campeão Vice-campeão | Classificado à Liga das Américas Classificado à Liga Sul-Americana |